# Biesles

Biesles este o comună în departamentul Haute-Marne din nord-estul Franței. În 2009 avea o populație de 1.414 de locuitori.

## Evoluția populației
| An        | 1975  | 1982  | 1990  | 1999  | 2006  | 2009  |
| --------- | ----- | ----- | ----- | ----- | ----- | ----- |
| Populație | 1.287 | 1.300 | 1.396 | 1.426 | 1.422 | 1.414 |